# چکچک اطلسی
چکچک اطلسی (نام علمی: Oenanthe seebohmi)، همچنین به عنوان چکچک گلوسیاه یا چکچک سیبوهم شناخته می‌شود، یک پرنده گنجشک‌سان کوچک است که در منطقه مغرب در شمال آفریقا زادآوری می‌کند و زمستان را در غرب ساحل می‌گذراند. در گذشته زیرگونه‌ای از چکچک کوهی (O. oenanthe) به عنوان O. o. seebohmi در نظر گرفته می‌شد، اما در سال ۲۰۲۱ توسط IOC به عنوان یک گونه متمایز طبقه‌بندی شد.